# Ponderoceras
Ponderoceras is een geslacht van weekdieren uit de klasse van de Gastropoda (slakken).

## Soort
- Ponderoceras annulatum (Iredale & Laseron, 1957)